# 建设街道 (绥棱县)
建设街道，是中华人民共和国黑龙江省绥化市绥棱县下辖的一个乡镇级行政单位。建设街道成立于2016年1月，由原绥棱镇城区部分地区析置设立，辖区范围东至中心路、西至西城路、南至园林大街、北至东北湖大街。辖区总面积为2.03平方公里，街道办事处办公地址设在厦门花园A区西厢房建设社区二楼。

## 行政区划
建设街道下辖以下地区：
建设社区和立新社区。